# Sławomir (książę obodrzycki)
Sławomir (łac. Sclaomir, zm. 821, Saksonia) – obodrzycki książę wielkoplemienny w latach 809/810–819. W 817 sprzymierzył się z Duńczykami i wystąpił przeciwko Frankom. W 819 pozbawiony tronu i wygnany, przywrócony tuż przed swoją śmiercią w 821.

## W sojuszu z Frankami (809–817)
Objął władzę nad Obodrytami po zamordowaniu przez Duńczyków króla Drożka. W tym czasie cesarz sprawował władzę zwierzchnią nad tą grupą Słowian. W 809 lub 810 Karol Wielki ustanowił go królem Obodrytów. W 811 próbował z pomocą Franków i Sasów przywrócić swoją zwierzchność nad plemionami Glinian i Bytyńców, którzy wkrótce po śmierci Drożka zrzucili zależność od Obodrytów. Cztery lata później, w 815, posiłkował cesarza Ludwika Pobożnego podczas interwencji frankijskiej w Danii. Armia sasko-obodrzycka, pod dowództwem missus Baldryka, miała za zadanie przywrócić na tron Haralda Klaka. Wyprawa ta nie zakończyła się sukcesem i po spustoszeniu środkowej Danii jej uczestnicy wycofali się do Saksonii.

## W sojuszu z Danią (817–821)
W 817 Ludwik Pobożny zażądał od Sławomira podzielenia się władzą nad Obodrzycami z Czedrogiem, synem Drożka. Możliwe, że cesarz dążył, przez ten podział, do osłabienia władztwa obodrzyckiego. Niewykluczone także, że usłuchał on próśb samego Czedroga i popierających go możnych. Stanowisko tych ostatnich mógł Ludwik poznać, gdy w lipcu 815 poselstwo obodrzyckie przebywało na dworze  cesarskim. Sławomir miał nawet złożyć przysięgę, że już nigdy nie przekroczy Łaby. Do otwartego wystąpienia Obodrytów przeciwko wpływom frankijskim doszło w 817. Nie chcąc podporządkować się rozkazom cesarza, Sławomir wysłał jednocześnie poselstwo do synów duńskiego króla Godfryda, z którymi zawarł sojusz wojskowy. Uzgodniono też plan wspólnego ataku na ziemie cesarstwa. Duńczycy i Obodryci mieli podzielić się zdobytymi terenami, zamieszkiwanymi przez Nordalbingów. Synowie Godfryda wysłali ﬂotę w górę Łaby, a siły lądowe zarówno Obodrytów, jak i Duńczyków, złupiły przygraniczne prowincje. Jednak działania wojenne ograniczyły się do, niezakończonego sukcesem, oblężenia nadgranicznej twierdzy Eselfeld przez wojska duńsko-obodrzyckie. W 819 Ludwik wysłał przeciw Sławomirowi za Łabę sasko-frankijską ekspedycję karną, dowodzoną przez swoich legatów. Władca Obodrytów poniósł porażkę i został doprowadzony przez wojska cesarskie do Akwizgranu. Tam wystąpili przeciwko niemu nie tylko Frankowie, ale również możni obodrzyccy, którzy oskarżyli go o niesprecyzowane „liczne zbrodnie”. Sławomir został wygnany, a tron obodrycki cesarz przekazał Czedrogowi. 
Sławomir przebywał na wygnaniu do 821. W tym roku Ludwik Pobożny, wobec utraty zaufania do Czedroga, ponownie desygnował wygnańca na księcia obodrzyckiego i pozwolił mu na powrót. Jednak podczas podróży zapadł mocno na zdrowiu i, zdążywszy wcześniej przyjąć chrzest, umarł w Saksonii.